# 日笠弥三郎
日笠 弥三郎（ひかさ やさぶろう、1968年（昭和43年）10月15日 - ）は、日本の運輸・国土交通官僚。

## 経歴
兵庫県神戸市出身。甲陽学院高等学校を経て、1991年3月に東京大学農学部を卒業。同年4月に運輸省入省。海上保安庁総務部政務課法規係、運輸省大臣官房文書課専門官、国土交通省港湾局環境・技術課環境整備計画室課長補佐、同JR・国鉄清算業務監理室課長補佐、鉄道局国際課長、総合政策局参事官、新関西国際空港株式会社総務部長、大臣官房運輸安全監理官、運輸安全委員会事務局審議官、大臣官房審議官（国際、鉄道局担当）を歴任。
2023年（令和5年）10月1日、国土交通省近畿運輸局長に就任。翌年4月16日には、近畿経済産業局や大阪労働局と2024年問題への対応強化に向けた連携協定を締結した。
2024年（令和6年）6月24日、株式会社海外交通・都市開発事業支援機構専務。
2025年（令和7年）7月1日、国土交通省国際統括官に就任。